# Liste der Stolpersteine in den Stellingwerven

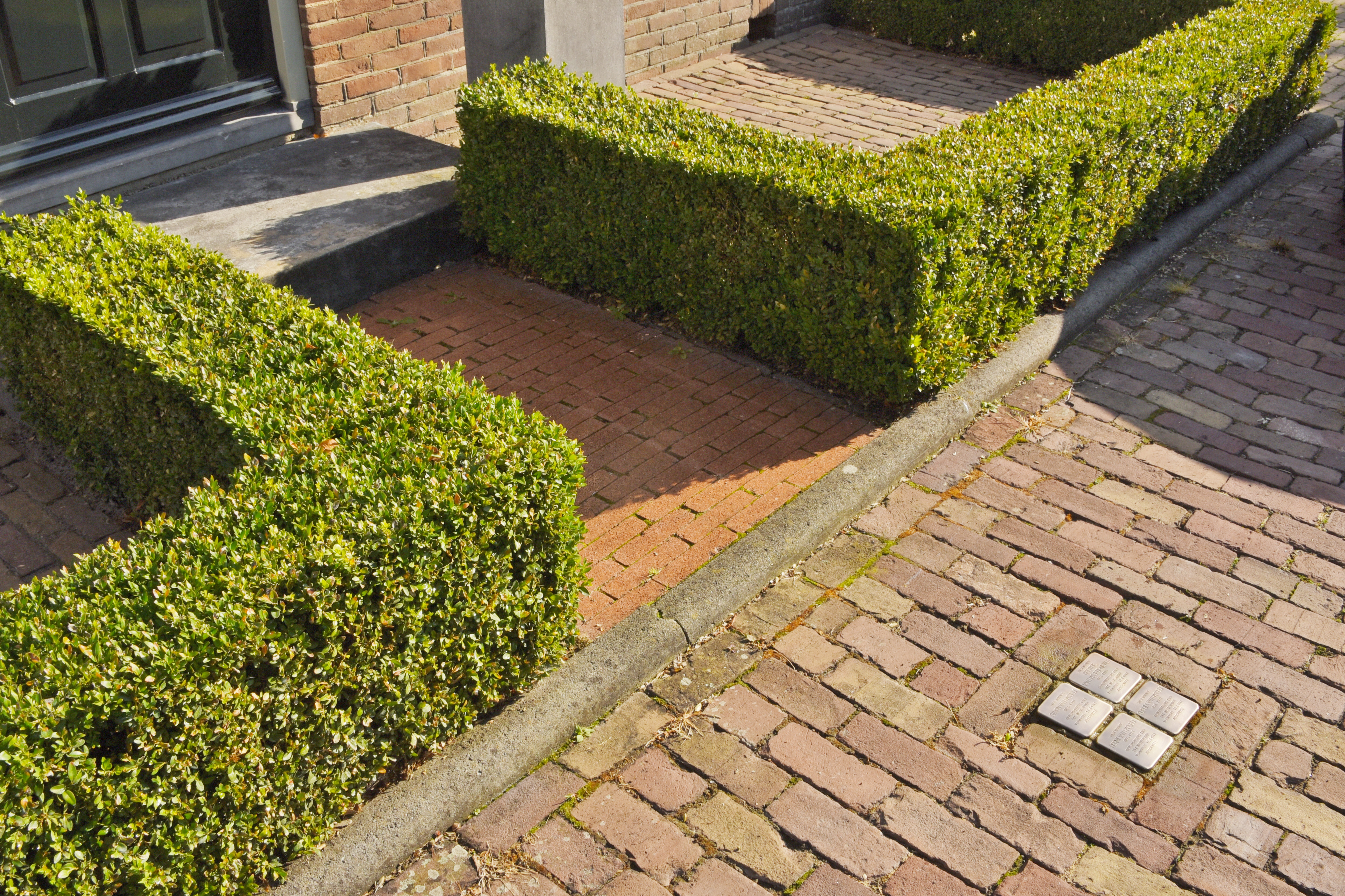
Stolpersteine in Waskemeer

Die Liste der Stolpersteine in den Stellingwerven umfasst die Stolpersteine, die vom deutschen Künstler Gunter Demnig in der Region Stellingwerven verlegt wurden. Die Stolpersteine befinden sich in den Gemeinden Ooststellingwerf und Weststellingwerf, den einzigen zwei Gemeinden in der niederländischen Provinz Fryslân, in denen nedersaksisch gesprochen wird. Stolpersteine sind Opfern des Nationalsozialismus gewidmet, all jenen, die vom NS-Regime drangsaliert, deportiert, ermordet, in die Emigration oder in den Suizid getrieben wurden. Demnig verlegt für jedes Opfer einen eigenen Stein, im Regelfall vor dem letzten selbst gewählten Wohnsitz.
Die ersten Verlegungen in den Stellingwerven fanden am 7. April 2015 in Wolvega statt.

## Verlegte Stolpersteine

### Ooststellingwerf
Im Dorf Waskemeer, Teil der Gemeinde Ooststellingwerf, wurden vier Stolpersteine an einer Anschrift verlegt.
| Stolperstein | Übersetzung | Verlegort                            | Name, Leben                            |
| ------------ | --- | ------------------------------------ | -------------------------------------- |
|              | HIER WOHNTE GEERTJE VAN HASSELT-NIEWEG GEBOREN 1904 DEPORTIERT 1943 AUS WESTERBVORK ERMORDET 12.2.1943 AUSCHWITZ | Waskemeer, Meester van Hasseltweg 11 | Geertje van Hasselt-Nieweg (1904–1943) |
|              | HIER WOHNTE HERMI VAN HASSELT GEBOREN 1928 DEPORTIERT 1943 AUS WESTERBVORK ERMORDET 12.2.1943 AUSCHWITZ          | Waskemeer, Meester van Hasseltweg 11 | Hermi van Hasselt (1928–1943)          |
|              | HIER WOHNTE SIMON VAN HASSELT GEBOREN 1900 DEPORTIERT 1943 AUS WESTERBVORK ERMORDET 12.2.1943 AUSCHWITZ          | Waskemeer, Meester van Hasseltweg 11 | Simon van Hasselt (1900–1943)          |
|              | HIER WOHNTE SOPHIA VAN HASSELT GEBOREN 1933 DEPORTIERT 1943 AUS WESTERBVORK ERMORDET 12.2.1943 AUSCHWITZ         | Waskemeer, Meester van Hasseltweg 11 | Sophia van Hasselt (1933–1943)         |

### Weststellingwerf
In Weststellingwerf wurden fünf Stolpersteine verlegt, sie finden sich in Wolvega.
| Stolperstein | Übersetzung                                                                                                | Verlegort                    | Name, Leben                        |
| ------------ | --- | ---------------------------- | ---------------------------------- |
|              | HIER WOHNTE ABRAHAM DELMONTE GEBOREN 1908 ZUM SELBSTMORD GETRIEBEN 15.5.1940 AMSTERDAM                     | Wolvega, Van Helomalaan 10   | Abraham Delmonte (1908–1940)       |
|              | HIER WOHNTE ELSJE MENDELS- DAVIDSON GEBOREN 1884 DEPORTIERT 1943 AUS WESTERBORK ERMORDET 20.3.1943 SOBIBOR | Wolvega, Van Helomalaan 10   | Elsje Mendels-Davidson (1878–1943) |
|              | HIER WOHNTE EMANUEL MENDELS GEBOREN 1878 DEPORTIERT 1942 AUS WESTERBORK ERMORDET 1.1.1944 AUSCHWITZ        | Wolvega, Van Helomalaan 10   | Emanuel Mendels (1878–1944)        |
|              | HIER WOHNTE HENDRICA MENDELS GEBOREN 1882 ERMORDET 2.4.1943 SOBIBOR                                        | Wolvega, Hoofdstraat West 38 | Hendrica Mendels (1882–1943)       |
|              | HIER WOHNTE LEVI MENDELS GEBOREN 1882 ERMORDET 2.4.1943 SOBIBOR                                            | Wolvega, Hoofdstraat West 38 | Levi Mendels (1882–1943)           |

## Verlegedaten
- 7. April 2014: Weststellingwerf
- 31. Oktober 2015: Ooststellingwerf